# San Francisco Acuautla
San Francisco Acuautla es una localidad mexicana, se localiza en la zona oriente del estado de México a 4 kilómetros de la cabecera municipal de Ixtapaluca; Colinda al norte con Coatepec, al sur con el ejido de Ixtapaluca y el rancho de San Andrés, al oriente con el pueblo Manuel Ávila Camacho y los ejidos de Tlapacoya, Ayotla y por último poniente con la Magdalena Atlicpac.
Se encuentra a 19” 20’ latitud y 098” 51’ longitud, sus terrenos están situados a 2 300 metros sobre el nivel del mar aproximadamente, asimismo pertenece al tercer cuadrante en el que se divide Ixtapaluca.

## Hidrografía
Cuenta con tres afluentes principales que son:
- “El Capulín” o “Azizintla”, que se forma en el actual cerro de Santa Cruz o Sabanilla.
- “El Texcalhuey” o “La virgen” en la parte norte.
- “Las jícaras” o “San Francisco” que confluye con el lago de Texcoco y se origina en los cerros Yeloxochitl y Capulín.

Los tres atraviesan los pueblos de la zona montañosa cruzando Ixtapaluca y desemboca en el río La compañía.

## Clima
Su clima es templado subhúmedo; la temperatura varia según las estaciones del año, su promedio es de 15 °C así como la extrema máxima de 39 °C y la extrema mínima de -8 °C.

## Flora y fauna
San Francisco era una zona boscosa, pero la llegada de la urbanización y la explotación de los bosques, han llevado a la fauna de esta región a su extinción. Las pocas especies silvestres existentes son: venado (aunque existan pocos ejemplares), conejo, hurón, tlacuache, cacomiztle, búho, lechuza, gran variedad de víboras, lagartijas y arañas, también animales domésticos como el cerdo, gallina, guajolote, vaca, caballo, borrego, cabras, codorniz, pato, gato y perro. Algunos de estos animales se criados desde épocas prehispánicas y coloniales.

### Flora
Dentro de la comunidad existen diversas especies frutales como la higuera, capulín, peral, manzano, zapote, granada, chabacano, tejocote, nogal y durazno, también algunas plantas medicinales como el alcanfor, eucalipto, ocote, hierbabuena, santamaría, albaca, árnica, azahar, ruda, diente de león, estafiate, romero, marrubio, manzanilla, menta, te de limón, sábila, tepozán, toloache, toronjil, gordolobo, y chicalote; plantas comestibles como el quintonil, cenizos, verdolaga, carretilla, alfalfa, nopal, ortiguilla, perilla, mala mujer y maguey (este último fue una industria en la comunidad).
La agricultura está basada especialmente en maíz, frijol, trigo, cebada, jitomate, calabaza, entre otros vegetales, así como la flor de cempasúchil en temporal. Por último, cabe destacar que los árboles más particulares de la región son el pirúl y el huizache, cuya importancia se remonta a la época prehispánica.
San Francisco Acuautla, pueblo de cultura, historia y tradición, debe su nombre a los primeros pobladores, quienes al llegar al paso entre las comunidades prehispánicas de Coatepec e Ixtapaluca encontraron un extenso territorio de grandes bosques y una gran cantidad de agua que corría por los ríos que abastecían este lugar.

## Toponimia
Según Olaguibel surgió el nombre de Acuautla; él nos dice que se compone de los vocablos en náhuatl: Atl, y Cuauhtla, que significa “Bosque en el agua” o “Bosque junto al agua”. Es necesario aclarar que en la palabra no existen las preposiciones “en” o “junto” debido en que en el náhuatl, los nombres compuestos ya contienen el régimen nominativo y genitivo; por lo tanto si seguimos la regla Acuautla se traduciría como “Bosque del agua”.
Una de las primeras construcciones de Acuautla es la parroquia en honor a San Francisco de Asís, la cual se construyó a mediados del siglo XVI, por la orden franciscana (orden que evangelizó a la comunidad de Acuautla). Consta de un solo nivel, la fachada principal es de aplanados de cal, los muros son de piedra con un ancho de 0.80 m y la cubierta es de piedra y bóveda. Originalmente, la parroquia comenzó siendo una capilla y su exterior tenía a los lados una baranda que cubría las escaleras y con el paso de los tiempos desapareció. El arco de la parroquia aun conserva su estado original y ha sufrido cambios en cuestión de color pero sigue siendo el mismo.
La imagen del pueblo de San Francisco de Asís es una reliquia histórica para la comunidad de Acuautla; su origen es europeo y fue traída por los evangelizadores en épocas coloniales con la intención de atraer a los nativos a la religión católica, la imagen está tallada en madera y debido a su deterioro se le han realizado múltiples restauraciones, las cuales le han provisto de algunas capas de fibra de vidrio y yeso. La imagen no ha perdido su estado original a excepción de la mano derecha, la cual se dice que estaba volteada boca arriba y sostenía un libro y una calavera; Posiblemente en la Revolución pudo haber sufrido tal cambio, pero no está confirmado.
La fiesta del pueblo se festeja el día 4 de octubre y se realiza una magna procesión por las calles principales del pueblo, donde se colocan grandes alfombras de aserrín, acompañado por una gran cantidad de feligreses tanto locales como visitantes, así como juegos pirotécnicos que adornan el cielo del pueblo.

## Artesanías
Sus artesanías actualmente son el sombrero de Charro, las ollas de barro y obras con madera.

## Transporte
Actualmente el servicio de transporte está formado por camiones y camionetas tipo combi con las siguientes rutas:
- El tablón - la paz

- La Virgen-Ixtapaluca
- La Virgen-La Paz
- San Francisco-Aeropuerto
- Uprez-Ixtapaluca
- Uprez-La paz
- La Presa-Ixtapaluca

Con un horario de servicio de 04:00 a. m. a 12:00 p. m.

## Infraestructura
En el sur del pueblo de San Francisco Acuautla, atraviesa el Circuito Exterior Mexiquense, no hay una conexión directa a esta vialidad ya que el Circuito solo cruza el pueblo en una extensión de un cuarto de kilómetro.